# 柏市立柏第四小学校
柏市立柏第四小学校（かしわしりつ かしわだいよんしょうがっこう）は、千葉県柏市松ケ崎にある市立小学校。愛称は「柏四小」（かしわよんしょう）または「四小」（よんしょう）。

## 概要
国道16号と大堀川に挟まれた台地に位置する。

### 学区
柏市役所 小学校の通学区域を参照。

## 沿革
- 1956年（昭和31年）12月15日 - 生徒数の増大した柏市立柏第一小学校から分離され、開校。

## 交通
JR常磐線・東武野田線柏駅西口、もしくは首都圏新都市鉄道つくばエクスプレス柏の葉キャンパス駅東口より東武バス「松ケ崎」下車徒歩1分。柏駅からは徒歩圏内でもある。

## 周辺
特記なき場合、すべて学区内である。
- 大堀川
- 国道16号
- 千葉県警柏警察署
- 柏十余二東郵便局
- 千葉県立柏中央高等学校
- 柏市立柏第五中学校
- イオンタウン松ケ崎
- モラージュ柏
- 柏自動車教習所
- 松ケ崎城址公園
- 松ケ崎中央公園
- 大堀川防災レクリエーション公園
- 萬松寺
- 満徳寺